# 內分泌學
內分泌學是分泌系統失調及其疾病的醫學分支，属于内科学的分支学科。
1849年最早建立內分泌學，是由德國哥廷根的柏爾陶德（A·A·Berthold）发表了一篇题为《睾丸的移植》的论文，通過精巢的移植，使閹割過的公雞恢復原狀，他得到結論睾丸是可移植的器官，不依赖局部的神经支配，由此可证明了睾丸是内分泌腺体。
1856年，法国著名医学家在布朗-塞卡 （C.E.Brown-Sequard,1817—1894）证实切除两侧肾上腺必定导致死亡。
1859年由 C．Bermard创立了“内环境”及内分泌的概念。
1902年英國兩位生理學家貝里斯（W．M．Bayliss）和史達靈（E．H．Starling）將動物的十二指腸的內膜，加入酸性溶液，再注入另一隻實驗狗的靜脈，狗的胰臟就分泌了大量胰液，定名為「促胰液素」（secretin），他們發現不同器官之間，有互相調控的化學物質，這種物質以血液輸送。
1905年6月20日，史達靈在英國皇家醫學會的克魯年講座（Croonian Lecture）的演講中首 次提出激素（hormone）一名詞，音譯則是「荷爾蒙」，他在演講中提到：「生物體持續出現的生理需求，必然決定了這種物質的不斷生成以及在全身的循環。」。
1921年，格次茨大學藥物學教授奧托 （Otto Loewi）觀察青蛙心臟的跳動，首次發現神經激素，並且發現了副交感神經的神經介質為乙酰膽鹼。